# Payback (2016)
Payback (2016) było galą profesjonalnego wrestlingu wyprodukowaną przez federację WWE. Była emitowana w systemie pay-per-view (PPV) i na WWE Network. Odbyła się 1 maja w Allstate Arena w Chicago, Illinois. Pierwotnie miała się odbyć 22 maja w Prudential Center w Newark, New Jersey, lecz zamieniono datę i miejsce z galą Extreme Rules. Była to czwarta gala w chronologii Payback.
Na gali odbyło się osiem walk (w tym dwie na pre-show). W walce wieczoru, WWE World Heavyweight Champion Roman Reigns pokonał AJ-a Stylesa. Gala otrzymała mieszane noty od krytyków.

## Przygotowania
Payback oferowało walki profesjonalnego wrestlingu z udziałem różnych wrestlerów z istniejących oskryptowanych rywalizacji i storyline’ów, które są kreowane na głównych tygodniówkach WWE, Raw i SmackDown. Wrestlerzy zostali przedstawieni jako heele (negatywni, źli zawodnicy i najczęściej wrogowie publiki) i face’owie (pozytywni, dobrzy i najczęściej ulubieńcy publiki), którzy rywalizują pomiędzy sobą w seriach walk mających budować napięcie. Kulminacją rywalizacji jest walka wrestlerska lub seria walk.

### Rywalizacje
Pomimo przegranej z The Undertakerem na WrestleManii 32 w Hell in a Cell matchu, Shane McMahon otrzymał szansę poprowadzenia tygodniówek Raw. Po zarządzaniu czterech Raw przez cały miesiąc, siostra Shane’a Stephanie McMahon powróciła i ogłosiła, iż ich ojciec Vince zadecyduje na gali Payback kto na dłuższy czas będzie miał kontrolę na Raw.

#### Roman Reigns vs. AJ Styles
Na WrestleManii 32, Roman Reigns pokonał Triple H’a zdobywając WWE World Heavyweight Championship po raz trzeci. Następnej nocy na tygodniówce Raw, Reigns wyzwał dowolnego członka rosteru do walki o mistrzostwo. Na wyzwanie Reignsa odpowiedzieli Chris Jericho, AJ Styles, Kevin Owens i Sami Zayn. Doprowadziło to do ustalenia Fatal 4-Way matchu o miano pretendenckie do tytułu. Przed walką, Owens zaatakował Zayna, uniemożliwiając mu występ w pojedynku. Zayn został zastąpiony przez powracającego Cesaro. Styles wygrał walkę, stając się pretendentem do tytułu mistrzowskiego i przeciwnikiem Reignsa na Payback. W następnym tygodniu na Raw, Zayn otrzymał szansę walki ze Stylesem, przy czym jeżeli wygrałby starcie, stałby się trzecim uczestnikiem walki o mistrzostwo na gali; Zayn nie zdołał wygrać pojedynku. W rywalizację wmieszali się też debiutujący w WWE przyjaciele Stylesa – Luke Gallows i Karl Anderson. 18 kwietnia, Gallows i Anderson zaatakowali Reignsa. Tydzień później, Styles uratował Reignsa przed kolejnym atakiem, lecz ostatecznie doszło do bójki pomiędzy rywalami.

#### The Miz vs. Cesaro
Na WrestleManii 32, Zack Ryder wygrał 7-osobowy Ladder match zdobywając Intercontinental Championship po raz pierwszy. Następnej nocy na Raw, Ryder stracił tytuł na rzecz The Miza; w walkę interweniowała żona i managerka Miza – Maryse. Miz obronił tytuł w walce rewanżowej tego samego tygodnia na SmackDown. Powracający po przerwie wywołanej kontuzją Cesaro pokonał Kevina Owensa na najbliższym Raw w walce o miano pretendenckie do tytułu.

#### The Vaudevillains vs. Enzo Amore & Colin Cassady
11 kwietnia na odcinku Raw, Shane McMahon zapowiedział turniej mający wyłonić pretendentów do WWE Tag Team Championship, będącego w posiadaniu The New Day. 18 kwietnia na Raw ogłoszono, że finał turnieju odbędzie się na gali Payback. Finalistami turnieju zostali Enzo Amore i Colin Cassady oraz The Vaudevillains.

#### Sami Zayn vs. Kevin Owens
Rywalizacja Samiego Zayna i Kevina Owensa rozpoczęła się na gali NXT TakeOver: R Evolution w 2014, kiedy to Owens zadebiutował. Na gali NXT TakeOver: Unstoppable, Owens kontuzjował Zayna podczas ich walki o NXT Championship. Zayn powrócił na Royal Rumble i wyeliminował Owensa z Royal Rumble matchu. 7 marca 2016 na odcinku Raw, Zayn zaatakował Owensa. Na WrestleManii 32, Zayn i Owens wzięli udział w wygranym przez Zacka Rydera Ladder matchu o Intercontinental Championship. Na Raw po WrestleManii, Owens zaatakował Zayna, uniemożliwiając jego występ w Fatal 4-Way matchu o miano pretendenckie do WWE World Heavyweight Championship. 18 kwietnia na Raw, Shane McMahon ogłosił, że rywale zawalczą ze sobą na gali Payback.

#### Dean Ambrose vs. Chris Jericho
11 kwietnia na odcinku Raw odbył się segment The Highlight Reel w którym Chris Jericho przeprowadzał wywiad z samym sobą. Dean Ambrose przerwał mu i na mocy wiadomości od Shane’a McMahona, zastąpił segment The Highlight Reel swoim własnym talk-show, The Ambrose Asylum. Trzy dni później na tygodniówce SmackDown, Ambrose (komentujący walkę Zayna z Jericho) pomógł Zaynowi wypędzić Jericho i Owensa z ringu. 18 kwietnia na Raw po tym, jak Ambrose pokonał Owensa w walce wieczoru tygodniówki, do ringu wkroczył Jericho i wykonał Codebreaker na rywalu. Niedługo potem ogłoszono walkę pomiędzy Ambrosem a Jericho na Payback.

#### Charlotte vs. Natalya
Na WrestleManii 32, Charlotte pokonała Becky Lynch i Sashę Banks, stając się pierwszą posiadaczką WWE Women’s Championship. Następnej nocy na tygodniówce Raw, Charlotte wzięła udział w ceremonii celebrującej jej zwycięstwo, w której towarzyszyły jej zawodniczki z głównego rosteru. Po usłyszeniu przechwałek mistrzyni, wszystkie kobiety wyszły z ringu, zaś Natalya pozostała w nim, by powiedzieć Charlotte, aby ta wzięła lekcję pokory. Po tym jak Charlotte stwierdziła, że rodzina Flair zawsze była lepsza od rodziny Hart, Natalya wykonała mistrzyni Sharpshooter. Charlotte zdołała uciec z ringu dzięki pomocy ojca. Tydzień później Natalya i Charlotte zmierzyły się w walce o tytuł; Natalya wygrała przez dyskwalifikację po tym jak Ric Flair wyciągnął sędziego z ringu, lecz tytuł nie zmienił właścicielki. 18 kwietnia na Raw ogłoszono, że Natalya otrzyma kolejną szansę walki o tytuł na Payback, lecz tym razem przy ringu towarzyszyć jej będzie jej wujek Bret Hart.

#### Kalisto vs. Ryback
Na WrestleManii 32 podczas pre-show, Kalisto pokonał Rybacka broniąc swojego United States Championship. 21 kwietnia na odcinku SmackDown, Ryback pokonał Kalisto, dzięki czemu ponownie stał się pretendentem do tytułu.

#### Baron Corbin vs. Dolph Ziggler
Na WrestleManii 32, Baron Corbin wygrał André the Giant Memorial Battle Royal. Zadebiutował w głównym rosterze następnej nocy na odcinku Raw i zawalczył z Dolphem Zigglerem; pojedynek zakończył się podwójnym wyliczeniem poza-ringowym. Corbin i Ziggler kontynuowali ataki na siebie przez następne tygodnie, co doprowadziło do ogłoszenia ich walki na gali Payback.

## Gala

### Pre-show
Payback Kickoff Show został poprowadzony przez Renee Young, zaś Corey Graves, Booker T i Jerry Lawler posłużyli jako analitycy. Greg Hamilton poprowadził kącik medii społecznościowych oraz przeprowadził wywiad z Samim Zaynem. Walki komentowali Byron Saxton oraz Mauro Ranallo.
W pierwszej walce pre-showu Dolph Ziggler pokonał Barona Corbina. Następnym pojedynkiem była walka rewanżowa z WrestleManii 32 pomiędzy WWE United States Championem Kalisto a Rybackiem. Kalisto skontrował Big Splash rywala, wymierzył mu Salida del Sol i przypiął, kończąc walkę.

### Główne show
Angielskimi komentatorami Payback byli Michael Cole, John „Bradshaw” Layfield oraz Byron Saxton. Na arenie obecni byli również niemieccy, hiszpańscy, japońscy, rosyjscy i brazylijscy komentatorzy.
Główną część gali otworzyło The New Day; członkowie ugrupowania przedstawili finalistów turnieju o miano pretendenckie do WWE Tag Team Championship – Enzo Amore'a i Colina Cassady’ego oraz The Vaudevillains. Walka pomiędzy tymi dwoma tag teamami zakończyła się no contestem (brakiem rezultatu) po tym, jak Enzo Amore doznał wstrząśnienia mózgu; sędzia przerwał pojedynek.
Kevin Owens pokonał Samiego Zayna. Po walce, Owens ogłosił, iż zamierza skupić się na odzyskaniu Intercontinental Championship, po czym zasiadł przy stole komentatorskim. Następną walką było starcie o tenże tytuł, pomiędzy mistrzem The Mizem a pretendentem Cesaro. Podczas walki, Owens i Sami Zayn wdali się w bójkę, co odwróciło uwagę sędziego i Cesaro. The Miz wykorzystał zamieszanie poza ringiem, aby znienacka przypiąć przeciwnika.
W następnej walce Dean Ambrose pokonał Chrisa Jericho.
Mistrzyni kobiet WWE Charlotte pokonała Natalyę w kontrowersyjny sposób; gdy założyła na przeciwniczce Sharpshooter, sędzia Charles Robinson nakazał zakończenie walki i ogłosił Charlotte zwycięzcą starcia, pomimo iż Natalya nie poddała się. Wydarzenie to było nawiązaniem do niesławnego „Montreal Screwjobu” na Survivor Series 1997. Po walce, Natalya wykonała Shapshooter na Charlotte, a towarzyszący jej Bret Hart założył tę samą dźwignię na Ricu Flairze.
Do ringu wyszedł Vince McMahon. Wyjawił swoją ostateczną decyzję dotyczącą prowadzenia Raw: tygodniówkę mają wspólnie prowadzić jego dotychczas skłócone dzieci, Stephanie i Shane. Choć początkowo obydwoje podeszli sceptycznie do pomysłu starszego McMahona, Stephanie i Shane podali sobie ręce na znak pokoju.

### Walka wieczoru
Walką wieczoru była walka o WWE World Heavyweight Championship pomiędzy posiadaczem tytułu Romanem Reignsem a AJ'em Stylesem. Początkowo, było to starcie o standardowych zasadach walki. Po kilku minutach walki, Styles wyrzucił Reignsa poza ring i wykonał na nim Phenomenal Forearm, przy okazji łamiąc stół komentatorski. Styles zdołał wejść do ringu przed końcem liczenia sędziego, lecz nie udało się to Reignsowi. Styles wygrał starcie poprzez wyliczenie pozaringowe, lecz nie zdobył tytułu.
Wówczas Shane McMahon zarządził restart pojedynku, z dodatkową zasadą braku wyliczeń pozaringowych.
Po kolejnych kilku minutach walki, Reigns przypadkowo wykonał Low blow na Stylesie podczas kontrowania jego ataku. Sędzia zdyskwalifikował Reignsa, ponownie ogłaszając Stylesa zwycięzcą, lecz nie nowym mistrzem.
Stephanie McMahon wyszła na rampę i zarządziła ponowny restart starcia, z dodatkową zasadą braku dyskwalifikacji.
W walkę zainterweniowali Karl Anderson, Luke Gallows oraz The Usos. W końcu, Reigns skontrował kolejny Phenomenal Forearm własnym Spearem i przypiął rywala.
Po walce, członkowie rodziny McMahon ogłosili, że Reigns i Styles zawalczą przeciwko sobie w rewanżowym Extreme Rules matchu na gali Extreme Rules.

## Wyniki walk
| Nr                                                                   | Wyniki | Stypulacje                                                           |
| -------------------------------------------------------------------- | --- | -------------------------------------------------------------------- |
| 1P                                                                   | Dolph Ziggler pokonał Barona Corbina                                                                        | Singles match                                                        |
| 2P                                                                   | Kalisto (c) pokonał Rybacka                                                                                 | Singles match o WWE United States Championship                       |
| 3                                                                    | Enzo Amore i Colin Cassady vs. The Vaudevillains (Aiden English i Simon Gotch) zakończyło się bez rezultatu | Tag team match wyłaniający pretendentów do WWE Tag Team Championship |
| 4                                                                    | Kevin Owens pokonał Samiego Zayna                                                                           | Singles match                                                        |
| 5                                                                    | The Miz (c) (w/ Maryse) pokonał Cesaro                                                                      | Singles match o WWE Intercontinental Championship                    |
| 6                                                                    | Dean Ambrose pokonał Chrisa Jericho                                                                         | Singles match                                                        |
| 7                                                                    | Charlotte (c) (w/ Ric Flair) pokonała Natalyę (w/ Bret Hart)                                                | Singles match o WWE Women’s Championship                             |
| 8                                                                    | Roman Reigns (c) pokonał AJ-a Stylesa                                                                       | Singles match o WWE World Heavyweight Championship                   |
| (c) – mistrz/mistrzyni przed walkąP – walka miała miejsce w pre-show | |                                                                      |

### Turniej pretendentów do WWE Tag Team Championship
|  | Ćwierćfinały Raw (11 kwietnia) SmackDown (14 kwietnia) | Ćwierćfinały Raw (11 kwietnia) SmackDown (14 kwietnia) |                   |      | Półfinały Raw (18 kwietnia) | Półfinały Raw (18 kwietnia) |  |  | Finał Payback | Finał Payback |
|  |                                                        |                                                        |                   |      |                             |                             |  |  |               |               |
|  |                                                        |                                                        |                   |      |                             |                             |  |  |               |               |
|  |                                                        |                                                        |                   |      |                             |                             |  |  |               |               |
|  | The Usos                                               | Pin                                                    |                   |      |                             |                             |  |  |               |               |
|  | The Usos                                               | Pin                                                    |                   |      |                             |                             |  |  |               |               |
|  | The Social Outcasts (Curtis Axel i Heath Slater)       | 4:16                                                   |                   |      |                             |                             |  |  |               |               |
|  | The Social Outcasts (Curtis Axel i Heath Slater)       | 4:16                                                   | The Usos          | 3:26 |                             |                             |  |  |               |               |
|  |                                                        |                                                        | The Usos          | 3:26 |                             |                             |  |  |               |               |
|  |                                                        | The Vaudevillains                                      | Pin               |      |                             |                             |  |  |               |               |
|  | Goldust i Fandango                                     | The Vaudevillains                                      | Pin               | 2:01 |                             |                             |  |  |               |               |
|  | Goldust i Fandango                                     |                                                        |                   | 2:01 |                             |                             |  |  |               |               |
|  | The Vaudevillains                                      | 2:01                                                   |                   |      |                             |                             |  |  |               |               |
|  | The Vaudevillains                                      | 2:01                                                   | The Vaudevillains | NC   |                             |                             |  |  |               |               |
|  |                                                        |                                                        | The Vaudevillains | NC   |                             |                             |  |  |               |               |
|  |                                                        | Amore i Cassady                                        | NC                |      |                             |                             |  |  |               |               |
|  | Enzo Amore i Colin Cassady                             | Amore i Cassady                                        | NC                | Pin  |                             |                             |  |  |               |               |
|  | Enzo Amore i Colin Cassady                             |                                                        |                   | Pin  |                             |                             |  |  |               |               |
|  | The Ascension                                          | 4:20                                                   |                   |      |                             |                             |  |  |               |               |
|  | The Ascension                                          | 4:20                                                   | Amore i Cassady   | Pin  |                             |                             |  |  |               |               |
|  |                                                        |                                                        | Amore i Cassady   | Pin  |                             |                             |  |  |               |               |
|  |                                                        | The Dudley Boyz                                        | 8:33              |      |                             |                             |  |  |               |               |
|  | The Lucha Dragons                                      | The Dudley Boyz                                        | 8:33              | 3:04 |                             |                             |  |  |               |               |
|  | The Lucha Dragons                                      |                                                        |                   | 3:04 |                             |                             |  |  |               |               |
|  | The Dudley Boyz                                        | Pin                                                    |                   |      |                             |                             |  |  |               |               |
|  | The Dudley Boyz                                        | Pin                                                    |                   |      |                             |                             |  |  |               |               |

- NC – Bez rezultatu